# 国道358号

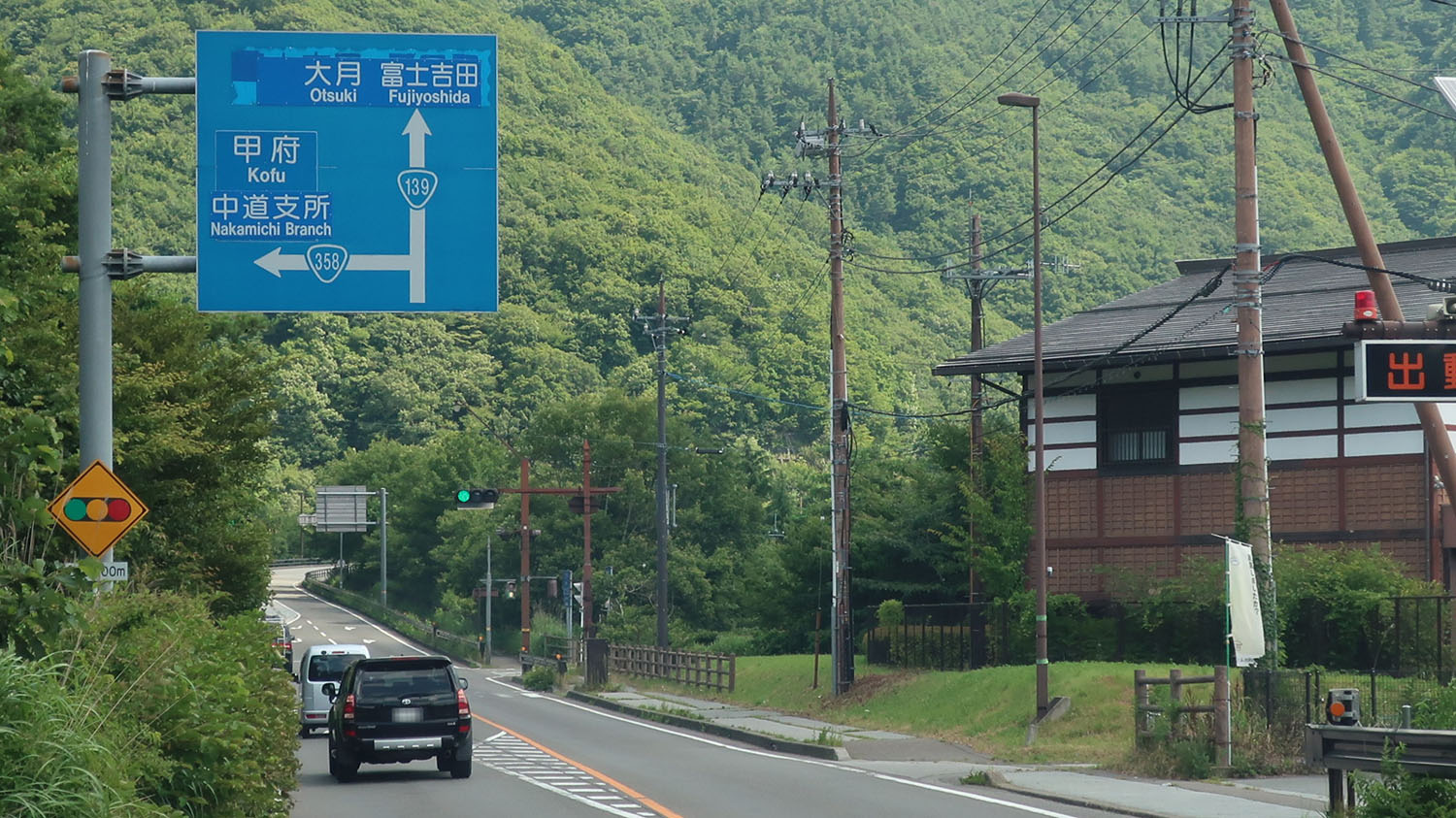
国道358号起点
山梨県南都留郡富士河口湖町
赤池交差点

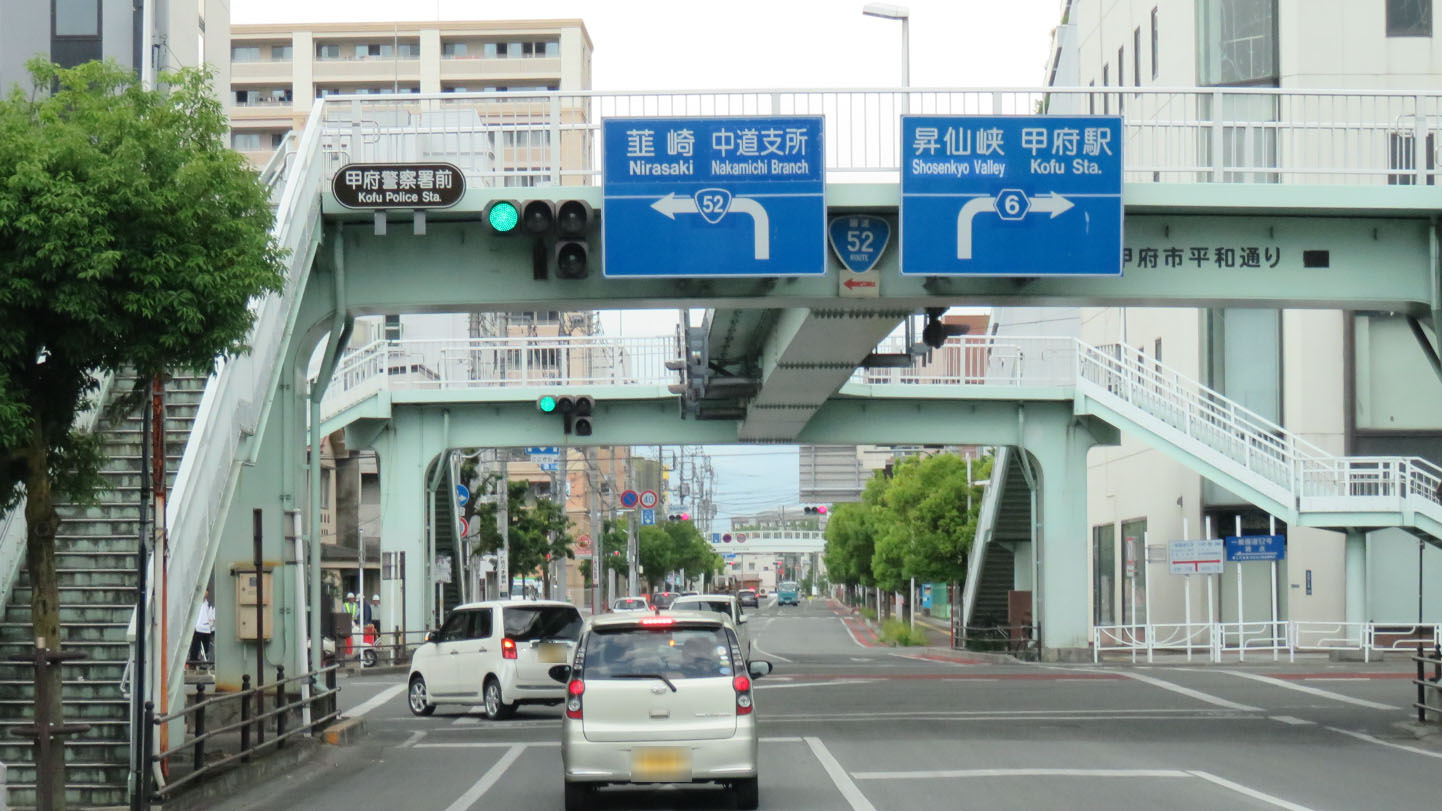
国道358号終点
山梨県甲府市 甲府警察署前交差点
（国道52号、国道411号 終点）

国道358号（こくどう358ごう）は、山梨県南都留郡富士河口湖町から甲府市に至る一般国道である。

## 概要

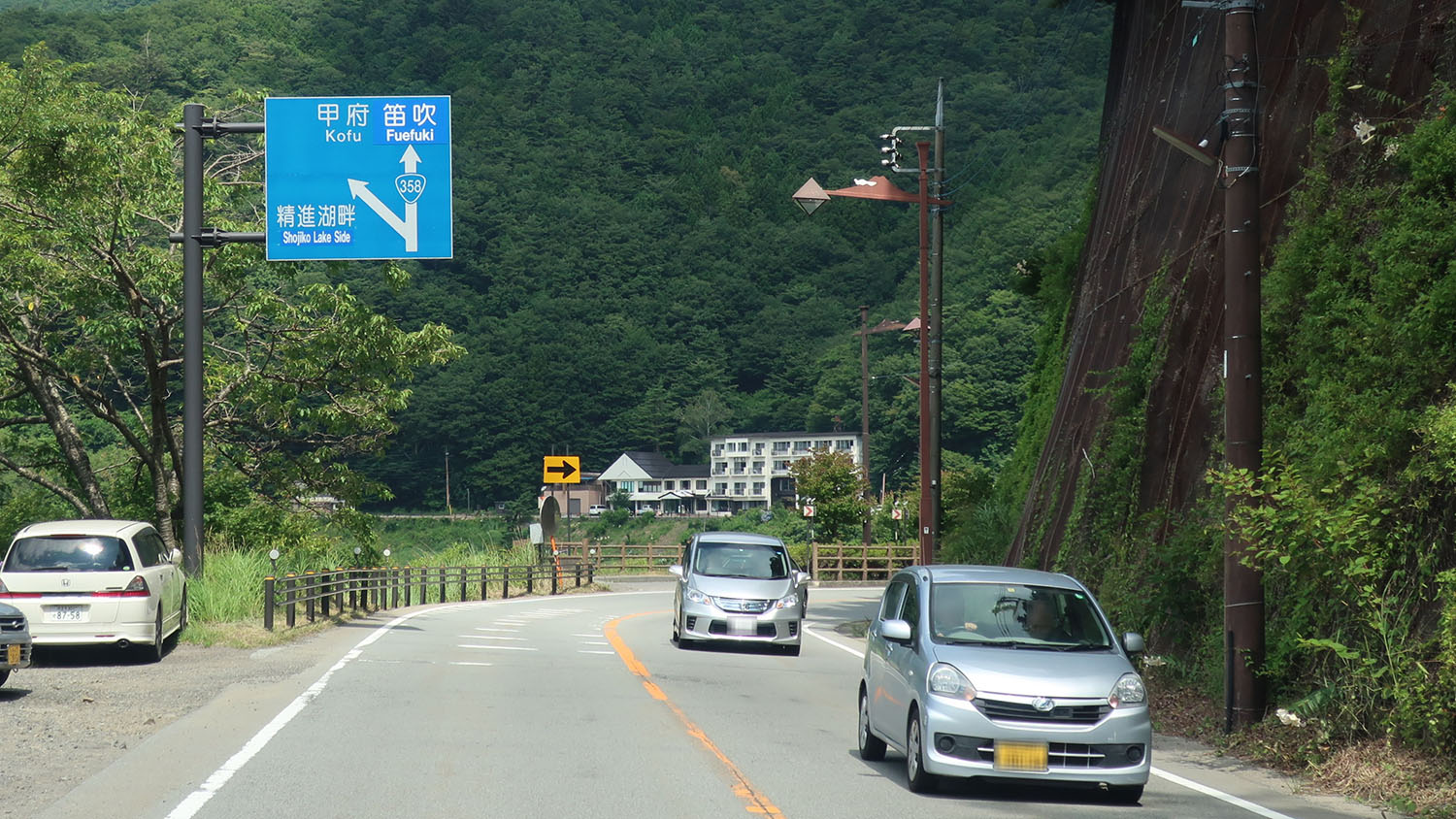
精進湖付近
山梨県南都留郡富士河口湖町精進

国道139号赤池交差点から本路線に入るとすぐに左側に精進湖が見え、しばらく湖岸沿いを走るルートとなる。この湖岸区間は幅員が確保されているものの、設計時期が古く曲径の小さい急カーブが連続している。そこから精進湖トンネルを抜け、甲府市上九一色出張所前に至るまでの区間は急峻な山岳区間である。ただしこの区間は2車線が確保されているものの急勾配・急カーブが連続している。上九一色地区からは比較的線形が良好なものとなり、右左口（うばぐち）トンネルを抜け、下り坂が続く峠道を抜けると甲府盆地に至る。夜間には甲府盆地の夜景を望むことができる。甲府盆地に入り甲府南インターチェンジ以北は平坦地となり片側2車線となる。下曽根橋で笛吹川を渡り、荒川の堤防を左に見ながら北上。国道20号甲府バイパスをアンダーパスすると次第に周囲は徐々に賑やかになってくる。甲府市の市街地に入り、西から国道52号が交差するとまもなく終点を迎える。終点付近は山梨県の中心らしく官公庁が立ち並び、甲府駅前を奥に望む。

### 路線データ
一般国道の路線を指定する政令に基づく起終点および重要な経過地は次のとおり。
- 起点：山梨県西八代郡上九一色村[注釈 2]（赤池、赤池交差点 = 国道139号交点）
- 終点：甲府市（甲府警察署前交差点 = 国道52号・国道411号終点）
- 重要な経過地 : 山梨県東八代郡中道町[注釈 3]
- 総延長 : 28.0 km（重用延長を含む。）[2][注釈 4]
- 重用延長 : 0.0 km[2][注釈 4]
- 未供用延長 : なし[2][注釈 4]
- 実延長 : 28.0 km[2][注釈 4]
  - 現道 : 27.7 km[2][注釈 4]
  - 旧道 : なし[2][注釈 4]
  - 新道 : 0.3 km[2][注釈 4]
- 指定区間：国道52号と重複する区間（甲府市・相生歩道橋交差点 - 甲府警察署前交差点（終点））[3]

## 歴史
- 1975年（昭和50年）4月1日 - 一般国道358号（山梨県西八代郡上九一色村[注釈 2] - 甲府市）指定。

## 路線状況

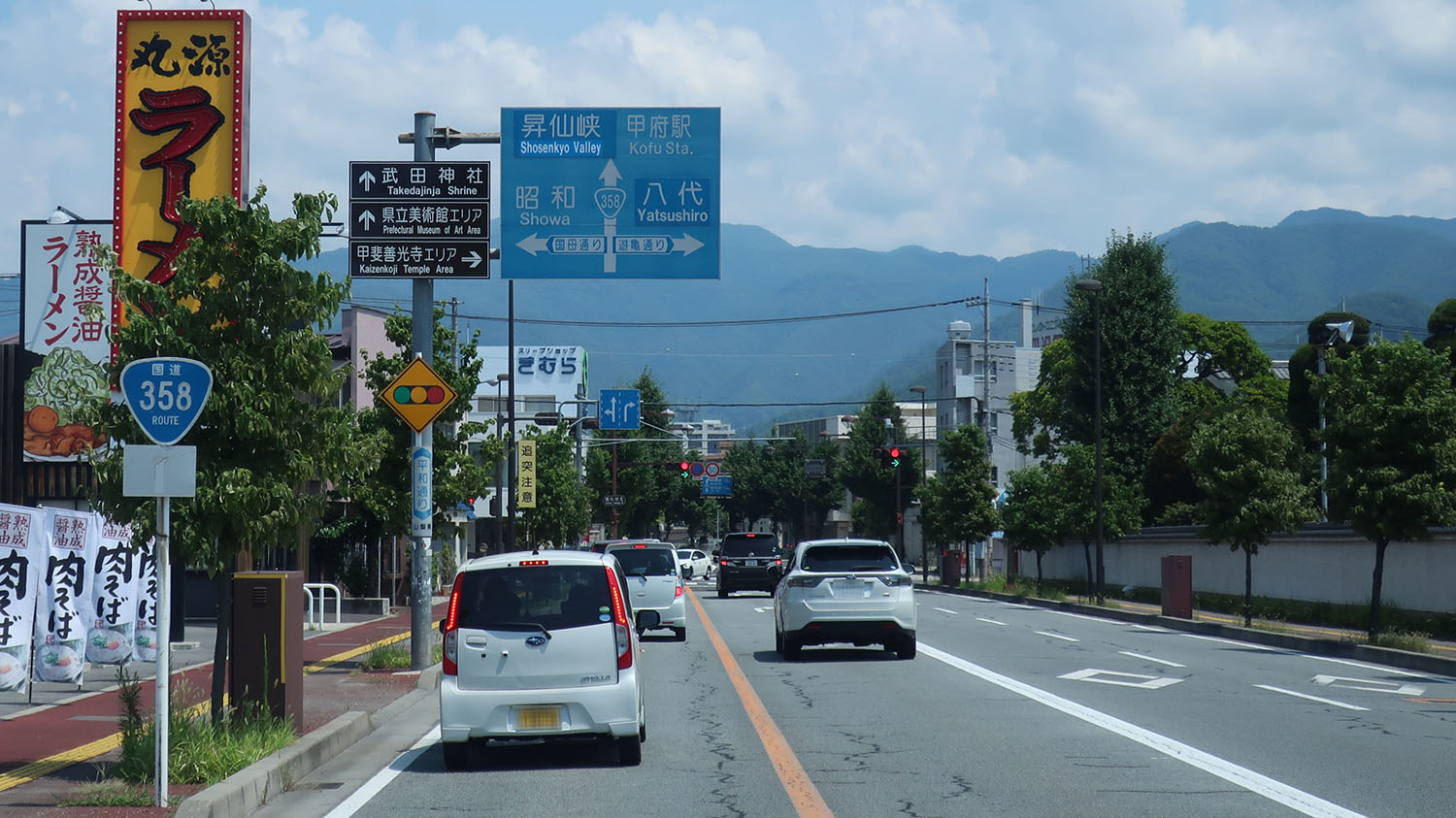
甲府市中心部の「平和通り」
山梨県甲府市伊勢2丁目

### 通称
- 平和通り

- 新平和通り

相生交差点から国道20号と交差する中小河原立体までの区間。交通渋滞緩和を目的に平和通りを延長・舗装化するかたちで1970年（昭和45年）12月に開通。
- 新新平和通り

中小河原立体から国道140号と交差する笛南中北交差点までの区間。新平和通りをさらに延長するかたちで開通。
- 精進ブルーライン[注釈 5]

笛南中北交差点から起点の富士河口湖町までの区間。かつては一部区間が有料道路（甲府精進湖有料道路）であったが、1994年（平成6年）11月20日に無料化された。

### 重複区間
- 国道52号（甲府市・相生歩道橋交差点 - 甲府市・甲府警察署前交差点（終点））

## 地理

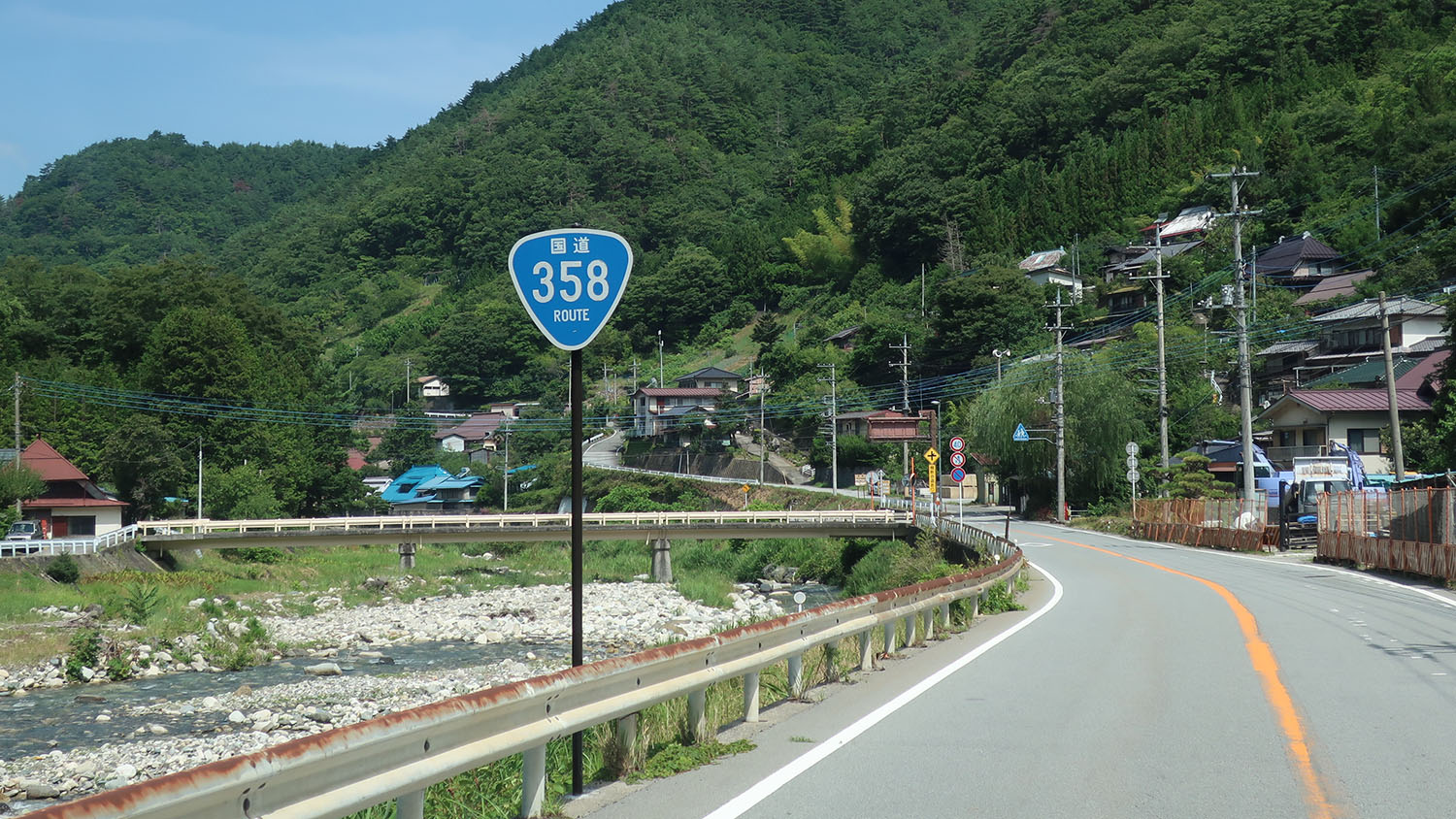
山梨県甲府市古関町
(2018年7月撮影)

### 通過する自治体
- 山梨県
  - 南都留郡富士河口湖町 - 甲府市 - 西八代郡市川三郷町 - 甲府市 - 笛吹市 - 甲府市

### 交差する道路
- 国道139号（南都留郡富士河口湖町）
- E20 中央自動車道（甲府南IC）
- 国道140号（甲府市笛南中北交差点）
- 国道20号（甲府市中小河原立体）
- 国道52号（甲府市相生交差点、一部が平和通りと重複）
- 新山梨環状道路（甲府市西下条ランプ）

### 峠
- 右左口峠（甲府市） - 右左口トンネルで通過。トンネル開通前は峠道（現在の山梨県道113号甲府精進湖線）が指定されていた。
- 女坂峠（南都留郡富士河口湖町 - 甲府市） - 精進湖トンネルで通過。古来より車道が存在せず、トンネル開通によって初めて車両の往来が可能となった。